# Slaughter to Prevail
Slaughter to Prevail — російський дезкор-гурт з Орландо, Флорида. Гурт дебютував з мініальбомом під назвою Chapters of Misery у 2015 році, а через два роки випустив студійний альбом Misery Sermon. Другий альбом, Kostolom, вийшов у 2021 році. Гурт підписав контракт із Sumerian Records і гастролював у США, Європі, Канаді та Азії.

## Історія
До створення Slaughter to Prevail британський гітарист Джек Сіммонс був учасником лондонського дезкор-гурту Acrania, тоді як російський вокаліст Алекс Террібл став відомим у мережі завдяки відео з кавер-версіями вокалу на YouTube. Террібл і Дмитро Мамедов раніше були учасниками російського дезкор-гурту We Are Obscurity, який розпався після того, як не знайшов звукозаписний лейбл. Сіммонс залучив їх разом із російським барабанщиком Антоном Поддячим, щоб сформувати гурт, який пізніше став Slaughter to Prevail. У 2015 році вони випустили мініальбом під назвою Chapters of Misery, у 2016 році підписали контракт із Sumerian Records і перевипустили Chapters of Misery з новою піснею «As the Vultures Circle» як дебютний реліз на лейблі. У травні 2016 року було оголошено, що Slaughter to Prevail приєднаються до таких гуртів, як Cannibal Corpse, для туру Summer Slaughter 2016.
Slaughter to Prevail випустили перший студійний альбом Misery Sermon у 2017 році, натхненний ненавистю та стражданням по відношенню до себе та інших.
Slaughter to Prevail знову запросили виступити на Summer Slaughter 2017 разом із такими гуртами, як The Black Dahlia Murder і Dying Fetus, але зрештою не змогли поїхати в тур через проблеми з візою. Slaughter to Prevail також запросили приєднатися до Suicide Silence у турі до 10-ї річниці альбому The Cleansing і мали виступити в США та Канаді в листопаді та грудні 2017 року. Однак гурт знову зіткнувся з візовими проблемами через американське заморожування віз для росіян.
У 2018 році Whitechapel запросив Slaughter до Prevail приєднатися до їхнього туру Ten Years of Exile разом з Chelsea Grin і Oceano.
Гурт випустив сингли «Agony» та «Demolisher» відповідно у 2019 та 2020 роках, що завоювали широку популярність, а видання Metal Injection сказало: «Реліз „Demolisher“ став знаковим для дезкорівської спільноти. Безліч реакційних відео на Youtube вихваляли неймовірно глибокий гроул і брутальний інструментарій». У 2021 році гурт випустив ще один сингл «Baba Yaga», названий на честь істоти зі слов’янського фольклору. Loudwire обрала її третьою найкращою метал-піснею 2021 року. Гурт випустив ще один сингл «Zavali Ebalo». Другий повноформатний альбом, Kostolom, вийшов 13 серпня 2021 року і включав чотири сингли.
В інтерв’ю від 30 листопада Террібл висловив невдоволення угодою гурту з Sumerian Records, пояснивши це тим, що гурт перебував «в раю для дурнів», коли укладав угоду, і підписав її без юридичних консультантів. Він сказав, що гурт, швидше за все, подасть до суду, щоб розірвати контракт і продовжити роботу незалежно, але «це питання ще не вирішене».
26 лютого 2022 року гурт оприлюднив у Facebook заяву, в якій засудив російське вторгнення в Україну, яке почалося двома днями раніше. 1 березня Террібл випустив ще одну заяву від імені гурту в Instagram і Youtube, також закликаючи глядачів «не робити весь російський народ співучасником». 9 серпня гурт випустив пісню «1984», натхненну романом Джорджа Орвелла, на знак протесту проти уряду та війни. Гурт переїхав до Орландо, штат Флорида, за три місяці до цього через наслідки війни та попередні репресії з боку російського уряду, а також інтерес до сцени дез-металу у Флориді.
28 липня 2023 року гурт випустив сингл під назвою «Viking». 28 лютого 2024 року вони випустили сингл під назвою «Conflict».

## Стиль
Slaughter to Prevail описували переважно як дезкор з основним акцентом на надзвичайно глибокому гортанному вокалі Террібла. Террібл зазначив, що на гурт вплинули інші відомі гурти дезкору, такі як Suicide Silence, Bring Me the Horizon і Carnifex. Kostolom відчув стилістичний зсув, а рецензенти відзначили вплив ню-металу, такого як альбом Iowa гурту Slipknot.
Тексти пісень Slaughter to Prevail написані російською та англійською мовами, причому в одній пісні часто зустрічаються обидві мови.

## Учасники гурту
| - Олександр «Алекс Террібл» Шиколай — вокал (ex-We Are Obscurity) (з 2014) - Михайло Петров — бас (My Autumn) (з 2016) - Євген Новіков — ударні (Katalepsy) (з 2018) - Джек Сімонс — соло-гітара (Acrania, Hollow Prophet) (з 2014) - Дмитро Мамедов — ритм-гітара (We Are Obscurity) (2015, 2021 — дотепер) | - Антон Поддячий — drums (грав в Lost in Alaska & We Are Obscurity) (2014—2018) - Максім Задорін — гітара (ex-We Are Obscurity) - Слава Антоненко — гітара (грав в Lost in Alaska & With Ink Instead of Blood) (2014—2016) - Філіп Кучерявих — бас (2014—2016) - Сем Бейкер — гітари (2015) - Джастін Чубас — гітари (грав в Lunaform & Shelia) (2018) - Джаред Дельгадо — гітари (грав в The Hopewell Furnace) (2017—2018) - Роберт Браун — гітари (грав в So This Is Suffering) (2018—2020) |

## Дискографія

### Мініальбоми
- Chapters of Misery (2015)

### Студійні альбоми
- Misery Sermon (2017)
- Kostolom (2021)

### Живі альбоми
- Live in Moscow (2023)

### Сингли
- «Crown & Conquered» (за участю Лукаса Манна з Rings of Saturn) (2014)
- «King» (2017)
- «Chronic Slaughter» (2017)
- «Agony» (2019)
- «Demolisher» (2020)
- «Baba Yaga» (2021)
- «Zavali Ebalo» (2021)
- «1984» (2022)
- «Viking» (2023)
- «Conflict» (2024)
- «Kid Of Darkness» (2024)
- «Behelit» (2024)